# Tanauan (Leyte)
Tanauan (Bayan ng Tanauan) är en kommun i Filippinerna. Kommunen ligger på ön Leyte, och tillhör provinsen Leyte. Folkmängden uppgår till 45 056 invånare.

## Bildgalleri

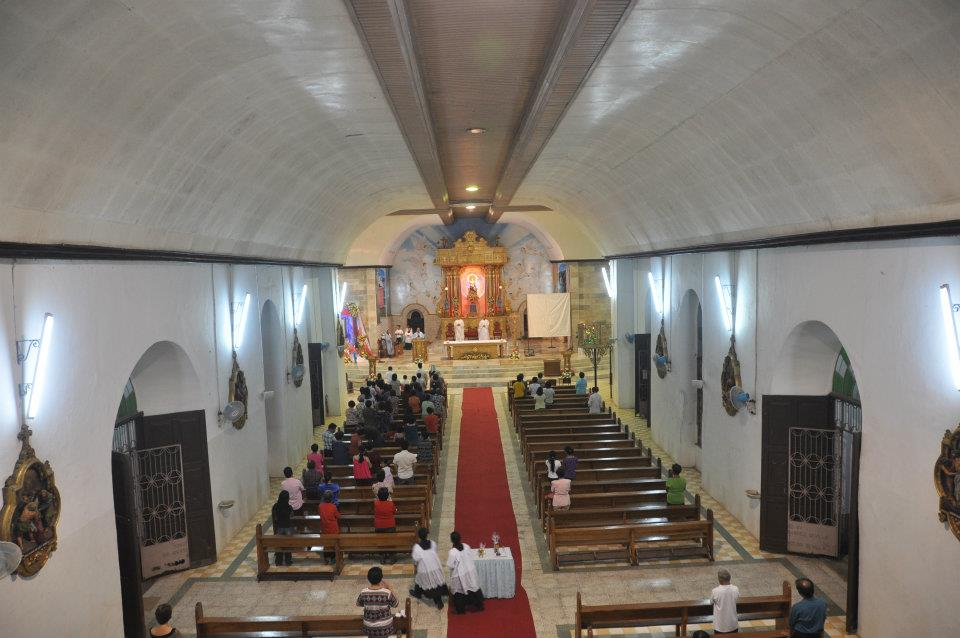

## Barangayer
Tanauan är indelat i 54 barangayer.
| - Ada - Amanluran - Arado - Atipolo - Balud - Bangon - Bantagan - Baras - Binolo - Binongto-an - Bislig - Cabalagnan - Cabarasan Guti - Cabonga-an - Cabuynan - Cahumayhumayan - Calogcog - Calsadahay | - Camire - Canbalisara - Catigbian - Catmon - Cogon - Guindag-an - Guingawan - Hilagpad - Lapay - Limbuhan Daku - Limbuhan Guti - Linao - Magay - Maghulod - Malaguicay - Maribi - Mohon - Pago | - Pasil - Pikas - Buntay (Pob.) - Canramos (Pob.) - Licod (Pob.) - San Miguel (Pob.) - Salvador - San Isidro - San Roque (Pob.) - San Victor - Santa Cruz - Santa Elena - Santo Niño Pob. (Haclagan) - Solano - Talolora - Tugop - Kiling - Sacme |